# 迷子の大人たち
『迷子の大人たち』（Used People）は1992年製作のアメリカ映画。長年連れ添った夫の葬式の場で、ある男性から23年間にも及ぶ片想いを告白された一人の女性の恋を描く。
脚本のトッド・グラフが、みずからのオフ・ブロードウェイでのヒット作「The Grandma Plays」を脚色した作品。
アメリカ合衆国・ニューヨークとカナダ・オンタリオ州トロントで撮影が行われた。主演のシャーリー・マクレーンとマルチェロ・マストロヤンニは、この作品でそれぞれゴールデングローブ賞  主演女優賞（ミュージカル・コメディ部門）と主演男優賞 （ミュージカル・コメディ部門）にノミネートされた。

## ストーリー
37年間も連れ添った夫を亡くしたユダヤ人女性パール。夫の葬式で突然ある男性に23年間に及ぶ片想いを告白される。その男性は「夫の友人だった」と自称するイタリア系の元バーテンダーのジョーだった。

## キャスト
※括弧内は日本語吹き替え
- パール・バーマン - シャーリー・マクレーン（小原乃梨子）
- ジョー・メレランドリ - マルチェロ・マストロヤンニ（羽佐間道夫）
- ビビ・バーマン（パールの長女） - キャシー・ベイツ（谷育子）
- ノーマ（パールの次女） - マーシャ・ゲイ・ハーデン（高島雅羅）
- フリーダ（パールの母） - ジェシカ・タンディ（京田尚子）
- ベッキー（フリーダの悪友） - シルヴィア・シドニー
- スウィーピー（ノーマの息子） - マシュー・ブラントン（亀井芳子）
- ハリーおじさん - リー・ウォレス（峰恵研）
- ロニーおばさん - ドリス・ロバーツ
- いとこのスティービー - スチュアート・ストーン
- フランク（精神科医） - ジョー・パントリアーノ（藤原啓治）